# Gregorio Perdriel
Gregorio Ignacio Perdriel (Córdoba, 1785 - Buenos Aires, 1832) fue un militar argentino que participó en la lucha contra las invasiones inglesas y en la guerra de la independencia de su país.

## Familia
Era hijo de Juan Manuel Perdriel de Islas y María Josefa Luján de Medina, y nieto del francés Julián Perdriel. Siendo su padre escribano mayor de la Intendencia de Córdoba del Tucumán; junto a él viajó a Buenos Aires acompañando al virrey y exgobernador Rafael de Sobremonte, de modo que estudió y residió el resto de su vida en Buenos Aires. Se dedicó al comercio en su juventud.

## Trayectoria militar
En la chacra de su familia -ubicada en tierras de la actual localidad de Villa Ballester- entonces alquilada por Martín de Álzaga al producirse la primera de las invasiones inglesas, se organizaron las fuerzas que reconquistaron Buenos Aires en agosto de 1806; entre ellos iba Gregorio Perdriel, con el grado de teniente. Se enroló en el Regimiento de Patricios y luchó en la Defensa.
En 1810 era capitán, y participó en la expedición militar de Manuel Belgrano al Paraguay. Fue ascendido al grado de mayor.[cita requerida] Participó, el 6 de enero de 1811, en la refriega de Maracaná y el 19 de enero del mismo año en la batalla de Paraguarí. Al terminar esa campaña militar, en marzo de 1811, pasó al sitio de Montevideo, con el grado de teniente coronel.
A fines de 1811 fue destinado al Ejército del Norte, y como jefe accidental del Regimiento de Patricios luchó en Las Piedras, Tucumán y Salta, y por su brillante comportamiento fue ascendido a coronel en mayo de 1813.[cita requerida]
Comandó el Regimiento de Patricios en las batallas de Vilcapugio y Ayohuma, regresando a Buenos Aires después del fracaso de la segunda expedición auxiliadora al Alto Perú, reemplazado en el mando de los Patricios por Carlos Forest.

## La frustrada gobernación de Cuyo
En Buenos Aires se enroló en la Logia Lautaro, en la facción de Carlos María de Alvear.
A principios de 1815, Alvear desautorizó al gobernador de Cuyo, general José de San Martín, para la formación del Ejército de los Andes, de modo que este decidió presionar presentando su renuncia a la gobernación. Alvear se la aceptó de inmediato, y el 8 de febrero nombró en su reemplazo al coronel Perdriel. Pero el cabildo de Mendoza — también el de San Juan unos días más tarde — se negó a aceptar que reemplazaran a San Martín.
El cabildo envió un mensaje oficial a Perdriel, que este recibió a su paso por San Luis, pidiéndole que no entrara en Mendoza, mientras se recibía la respuesta de Buenos Aires al pedido de que San Martín continuara en el gobierno. Sin escuchar el consejo, Perdriel entró en Mendoza y pretendió imponer su autoridad. El resultado fue que entró en conflictos con las autoridades locales y con la población: hubo serios disturbios y un motín lo obligó a huir, llegando de regreso a Buenos Aires el 5 de mayo, cuando ya Alvear había sido depuesto como Director Supremo. Fue nombrado vocal de la Comisión Militar.
El 14 de febrero de 1816, Perdriel solicitó y obtuvo su retiro del ejército “con goce de fuero y uso de uniforme”.

## Últimos años

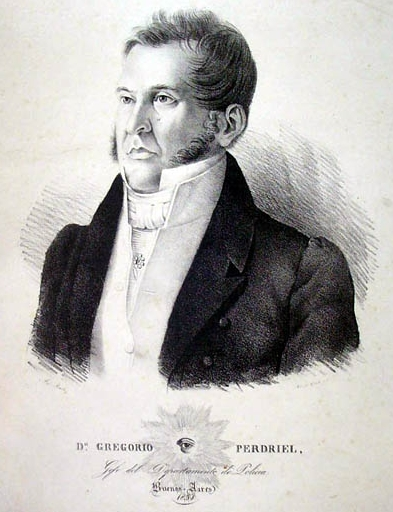
Litografía de Perdriel, realizada por César Hipólito Bacle.

En noviembre de 1818 fue nombrado comandante de la fortaleza y casa de gobierno de Buenos Aires, cargo un tanto ambiguo y casi puramente ceremonial. En 1819, el nuevo Director Supremo, José Rondeau, lo nombró jefe de la frontera "con los indios". Más tarde participó en la campaña contra Santa Fe desde la retaguardia. No tuvo problemas, pero ocupó el cargo sólo hasta la batalla de Cepeda.
Durante los hechos de la Anarquía del Año XX, fue uno de los oficiales de mayor graduación de la facción de Alvear, que empeoraron bastante el desorden reinante. Luchó en la batalla de San Nicolás y fue llevado preso a Buenos Aires.
Recobró la libertad en octubre, durante la revolución de Manuel Pagola, y huyó a Montevideo. A fines de ese mismo año fue indultado, pero de todos modos no volvió a tener mando de tropas. Fue incluido en la reforma militar de Bernardino Rivadavia y dado de baja en febrero de 1822. Simpatizó con la revolución de Tagle, pero no participó en ella.
Entre abril y septiembre de 1824 fue incorporado a la marina de guerra.
Fue elegido diputado a la legislatura porteña el 22 de julio de 1827, y fue uno de los que eligió gobernador a Manuel Dorrego, quien lo nombró jefe de policía de la capital el 29 de diciembre de 1827.
Presentó su renuncia como jefe de policía al gobernador Juan Lavalle en duros términos, de modo que fue deportado a Montevideo. Regresó después del pacto de Barracas, y el nuevo gobernador Juan José Viamonte lo nombró nuevamente jefe de policía en septiembre de 1829.
Continuó ocupando el cargo de jefe de policía durante el gobierno de Juan Manuel de Rosas; este solicitó su ascenso al grado de brigadier general en diciembre de 1831; pero antes de que la resolución fuese aprobada por la Sala de Representantes, Perdriel falleció el 3 de marzo de 1832, enfermo de cólera.